# Speex
Speex – format stratnej kompresji dźwięku z rodziny kodeków Ogg. Jest przeznaczony tylko do kompresji mowy ludzkiej. Jego częstotliwość próbkowania to 8–32 kHz.
Jest używany w telefonii VoIP, korzysta z CELP i w zależności od warunków obejmuje przepływność 2,15 – 22,4 kbit/s. Może być używany z kontenerem ogg lub przesyłany bezpośrednio przez UDP/RTP
Speex jest rozwijany przez Xiph.Org Foundation na licencji BSD. Projektanci traktują go jako uzupełnienie do projektu Vorbis – kompresora audio ogólnego zastosowania.

## Opis
W przeciwieństwie do innych kodeków mowy, Speex nie jest przeznaczony do użycia w telefonii komórkowej lecz raczej w VoIP i zapisu do pliku. Celami projektowymi było stworzenie kodeka zoptymalizowanego pod kątem dobrej jakości mowy oraz niskiej przepływności danych (bit rate). W tym celu kodek używa wielu różnych przepływności: ultra-szerokie (częstotliwość próbkowania 32 kHz), szerokie (16 kHz) oraz wąskopasmowe (8 kHz; jakość telefoniczna).
Jako zaprojektowany do VoIP, kodek ten musi być odporny na zgubione pakiety, ale niekoniecznie na popsute. Jest tak ponieważ UDP zapewnia, że pakiety dojdą nienaruszone albo wcale. Spowodowało to wybór Code Excited Linear Prediction (CELP) na technikę kodowania dla Speex-a. Jedną z przyczyn jest skalowalność CELP-a tak w niskich (DoD CELP @ 4,8 kbit/s) jak i wysokich przepływnościach danych.